# كولبس إفريقيا الوسطى
كولبس أفريقيا الوسطى (الاسم العلمي: Piliocolobus foai) (بالإنجليزية: Central African Red Colobus)‏ هو نوع من الحيوانات يتبع جنس الكولبس الأحمر من فصيلة سعادين العالم القديم.